# Gradignan
Gradignan (gaskonsko Gradinhan) je jugozahodno predmestje Bordeauxa in občina v jugozahodnem francoskem departmaju Gironde regije Akvitanije. Leta 2009 je naselje imelo 23.386 prebivalcev.

## Geografija
Naselje leži v pokrajini Gaskonji ob reki Eau Bourde, 8 km jugozahodno od središča Bordeauxa.

## Uprava
Gradignan je sedež istoimenskega kantona, v katerega sta poleg njegove vključeni še občini Canéjan in Cestas s 44.777 prebivalci.
Kanton Gradignan je sestavni del okrožja Bordeaux.

## Zanimivosti
- ostanki srednjeveškega gradu in obrambnega stolpa donjona (ruines du Castéra),
- ostanki nekdanjega priorstva Cayac, ustanovljenega ob romarski poti v Santiago de Compostelo, omenjenega v letu 1209,
- dvorec iz konca 18. stoletja Château de Tauzia,
- dvorec iz 19. stoletja Château de l'Ermitage.

## Pobratena mesta
- Figueira da Foz (Portugalska),
- Pfungstadt (Hessen, Nemčija).